# Weißmainquelle
Koordinaten: 50° 1′ 47,3″ N, 11° 49′ 26,2″ O
Die Weißmainquelle ist der Ursprung des Weißen Mains, des rechten und nördlichen Quellflusses des Mains, im Landkreis Bayreuth in Oberfranken.

## Beschreibung
Die Weißmainquelle (nicht zu verwechseln mit der Weismainquelle) befindet sich auf 887 m ü. NN am Osthang des Ochsenkopfs in gemeindefreiem Gebiet. Sie gilt als die Main-Quelle, obwohl der Rote Main um einige Kilometer länger ist. In der Regel schüttet sie stärker als die Rotmainquelle.
Im Jahr 1717 wurde die Quelle durch Johann Caspar Munder, Wildmeister aus Bischofsgrün, im Auftrag des Bayreuther Markgrafen eingefasst. Sie trug zunächst den Namen Fürstenbrunnen, nicht zu verwechseln mit dem Oberen und Unteren Fürstenbrunnen am Ochsenkopf. Erneuert wurde die Fassung im Jahr 1827. Eine geschliffene Syenitplatte mit der Inschrift WEISSMAINSQUELLE wurde bei dieser zweiten Fassung angebracht.
Markgraf Georg Friedrich Karl legte sie als Mainquelle fest und ließ sie 1717 in Granitblöcken fassen, die das Hohenzollern-Wappen und seine Initialen tragen. Johann Wolfgang von Goethe sah dagegen 1785 den Seehausbrunnen (50° 1′ 56,8″ N, 11° 52′ 18″ O) südöstlich des Schneebergs als Mainquelle an, er schrieb nämlich: „Quelle des Mains, der dicht hier am Hause entspringt und hier den Bach zu Zinnwäsche ausmacht“.
Der Weiße Main hat seinen Namen vom granitenen Untergrund, der sein Wasser – im Gegensatz zum Roten Main – hell und klar erscheinen lässt. Im heißen Sommer des Jahres 1947 war die Quelle ausgetrocknet.
Auf dem Ochsenkopf verläuft die Europäische Hauptwasserscheide zwischen der Mainquelle, deren Wasser über den Rhein die Nordsee erreicht, und der recht nahen Fichtelnaabquelle, die über Fichtelnaab und Donau ins Schwarze Meer entwässert.
Die Weißmainquelle ist eine Station des Quellenweges des Fichtelgebirgsvereins.

## Geotop
Die Quelle ist vom Bayerischen Landesamt für Umwelt als Geotop 472Q003 ausgewiesen. Siehe hierzu auch die Liste der Geotope im Landkreis Bayreuth.